# Singaporeanske dollar
En singaporeansk dollar (SGD) er møntfoden i Singapore. Kursen på 1 singaporeansk dollar ligger omkring 4,80 DKK.
Forkortelsestegnet $, bruges for dollaren men også S$ for at være præcis.